# Archidiocèse de Los Altos, Quetzaltenango-Totonicapán
L'archidiocèse de Los Altos, Quetzaltenango-Totonicapán (en latin : Archidioecesis Altensis, Quetzltenanguensis-Totonicapensis ; en espagnol : Arquidiócesis de Los Altos Quetzaltenango-Totonicapán) est un archidiocèse métropolitain de l'Église catholique du Guatemala.

## Territoire
Il comprend les départements de Quetzaltenango et de Totonicapán avec un territoire d'une superficie de 3 012 km2 divisé en 38 paroisses. L'archevêché est situé dans la ville de Quetzaltenango avec la cathédrale du Saint-Esprit (en). À Totonicapán se trouve la cocathédrale dédiée à l'archange saint Michel.

## Histoire
Le diocèse de Quetzaltenango, Los Altos est créé le 27 juillet 1921 par la bulle Suprema du pape Benoît XV en prenant sur le territoire de l'archidiocèse de Santiago de Guatemala dont Quetzaltenango, Los Altos devient suffragant,.
Il cède une partie de son territoire le 10 mars 1951 pour l'érection du diocèse de San Marcos et du diocèse de Sololá (aujourd'hui diocèse de Sololá-Chimaltenango).
Le 13 février 1996, il est élevé au rang d'archidiocèse métropolitain par la constitution apostolique De spirituali Christifidelium du pape Jean-Paul II, et renommé archidiocèse de Los Altos, Quetzaltenango-Totonicapán.
Il est démembré d'une partie de son territoire le 31 décembre 1996 pour créer le diocèse de Suchitepéquez-Retalhuleu.

## Évêques et archevêques
- Jorge García Caballeros (30 juin 1928 - 5 avril 1955)
- Luis Manresa Formosa, S.J (30 novembre 1955 - 30 mai 1979)
- Oscar Garcia Urizar (4 mars 1980 - 8 janvier 1987)
- Victor Hugo Martínez Contreras (4 avril 1987 - 19 avril 2007)
- Óscar Julio Vian Morales, S.D.B (19 avril 2007 - 2 octobre 2010), nommé archevêque de Guatemala
- Mario Alberto Molina Palma, O.A.R (14 juillet 2011 - 10 décembre 2024)
- Victor Hugo Palma Paúl (depuis le 10 décembre 2024)